# Regionalpark Panemuniai

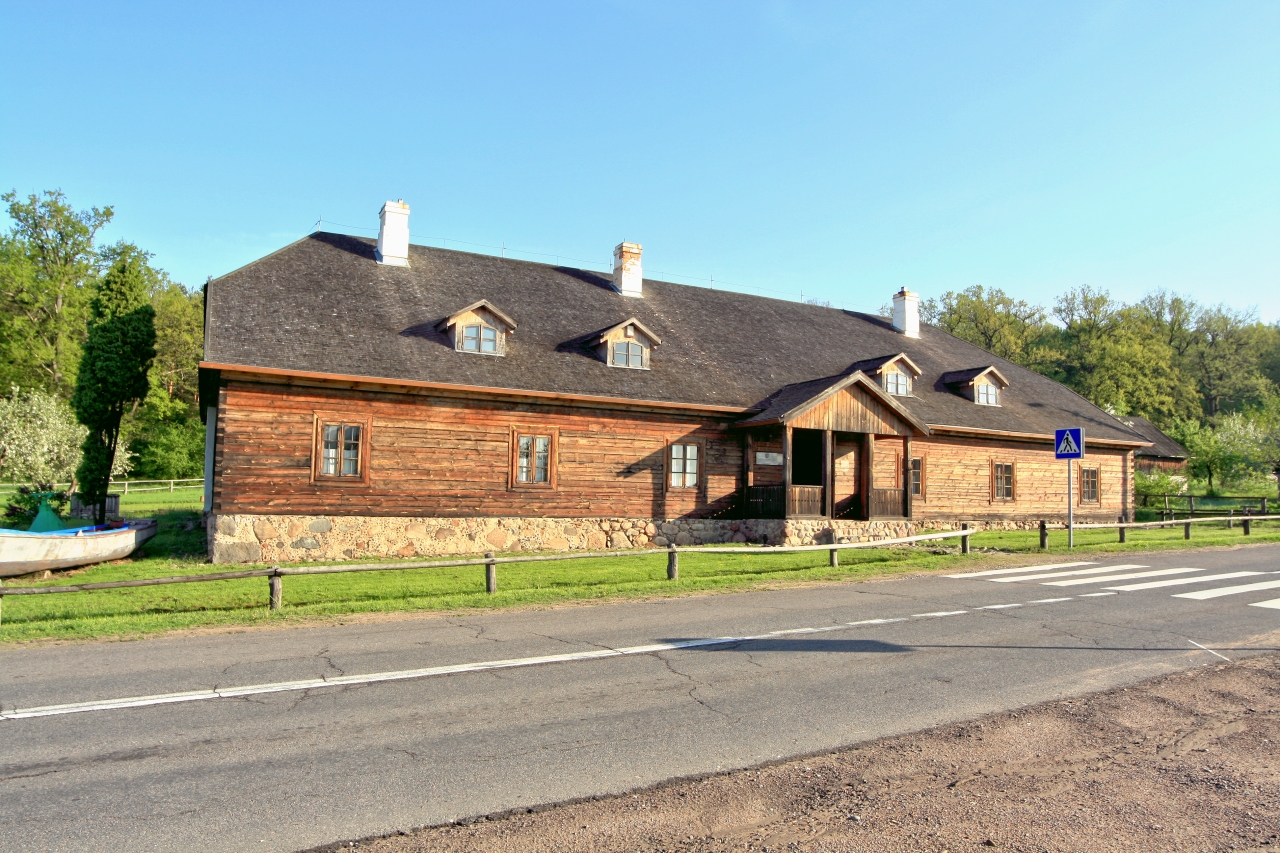
Parkdirektion

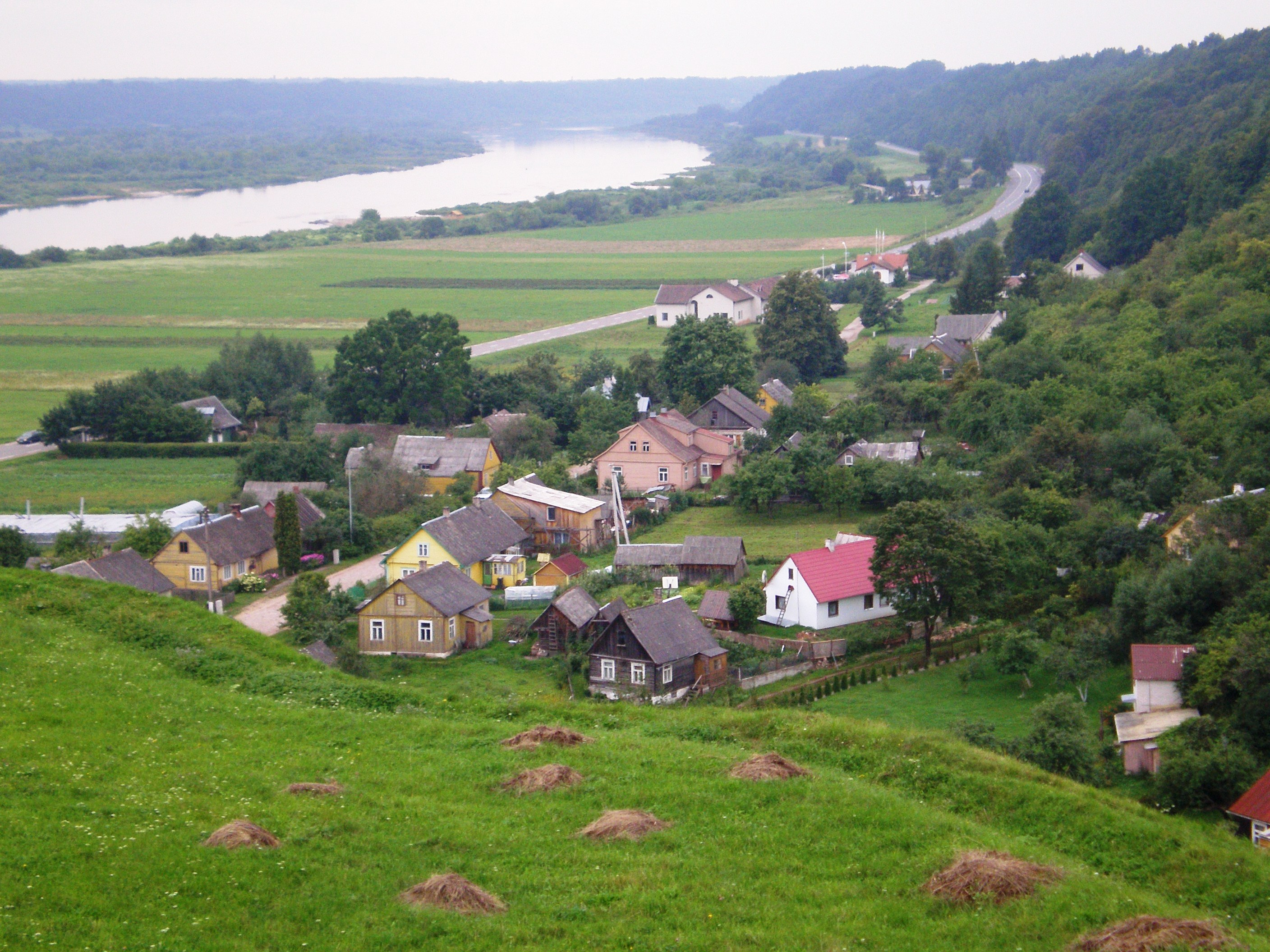
Nemunas vom Berg Palemonas in Seredžius

Der Regionalpark Panemuniai (lit. Panemunių regioninis parkas) ist ein Regionalpark im Westen Litauens, am Fluss Nemunas. Die Fläche beträgt 11368 ha. Die Direktion ist in Šilinė, in der Verwaltungsgemeinde Skirsnemunė (Pilies – I paštas, LT-74465), in der Rajongemeinde Jurbarkas, Šakiai und Kaunas.
Der Park wurde wegen der Landschaft der Memel, ihres Ökosystems und Kulturerbe. Im Waldpark Gelgaudiškis ist die „dickste“ Tanne in Litauen (Umfang: 104 cm, Höhe 42,6 m). Im Park gibt es 15 Burghügel, über die es Legenden gibt. Die Residenzburgen sind in Raudonė und Vytėnai. Historisch und archäologisch mit seinen Denkmälern sind Veliuona (urkundlich im 13. Jh. erwähnt),  Seredžius, Gelgaudiškis, Plokščiai, Kriūkai.

## Verwaltung
- Direktor: Viktoras Ganusauskas